# Abbazia di San Giovanni Therestis
L'abbazia di San Giovanni Therestis è un edificio religioso situato a Stilo, nella città metropolitana di Reggio Calabria.

## Storia
La chiesa di San Giovanni Therestis fuori le mura con il convento è stata costruita nel 1625 dai frati di San Francesco di Paola. Nel 1662 l'intero complesso è passato ai monaci bizantini ed in seguito ai Padri Redentoristi che abbellirono la Chiesa, facendola diventare una della più belle chiese barocche in Calabria. Oggi il convento è sede del municipio di Stilo.

## Descrizione
L'ingresso è caratterizzato da un portone in granito grigio e rosa, al di sopra vi è un balcone con inciso il nome del priore che lo fece costruire. Ha una cupola impostata su 4 pilastri con 2 archi a tutto sesto e 2 archi a sesto acuto. All'interno c'è un dipinto del XII secolo del periodo svevo della Madonna in trono con la mano destra sulla spalla del bambino che benedice. Qui nel 1662 furono portate le reliquie di San Giovanni Therestis da un vecchio convento con il consenso del papa Alessandro VIII tramite la lettera Ad futuram Dei memoriam.